# Lista do Patrimônio Mundial na Bolívia
A Organização das Nações Unidas para a Educação, a Ciência e a Cultura (UNESCO) propôs um plano de proteção aos bens culturais do mundo, através do Comité sobre a Proteção do Património Mundial Cultural e Natural, aprovado em 1972. Esta é uma lista do Patrimônio Mundial existente na Bolívia, especificamente classificada pela UNESCO e elaborada de acordo com dez principais critérios cujos pontos são julgados por especialistas na área. A Bolívia, que atualmente ocupa uma região de efervescência cultural e política na era pré-colombiana marcada principalmente pelo florescer do Império Inca, ratificou a convenção em 4 de outubro de 1976, tornando seus locais históricos elegíveis para inclusão na lista.
O primeiro sítio da Bolívia inscrito na lista do Patrimônio Mundial foi a Cidade de Potosí, durante a 11ª Sessão do Comitê do Patrimônio Mundial realizada em Paris, entre 7 e 11 de dezembro de 1987. No entanto, em junho de 2014, o sítio foi incluído na lista do Patrimônio Mundial em perigo por conta dos eventuais danos e impactos urbanísticos causados pela intensa e incontrolada atividade mineira na região. Ao todo, desde a inclusão do último sítio em 2014, a Bolívia abriga 7 sítios do Patrimônio Mundial, sendo 6 deles de caráter cultural e 1 de caráter natural. O sítio Qhapaq Ñan, Caminhos Incas é o único sítio da Bolívia de caráter extraterritorial, sendo compartilhado com Argentina, Chile, Colômbia, Equador e Peru. 

## Bens culturais e naturais
A Bolívia conta atualmente com os seguintes sítios declarados como Patrimônio Mundial pela UNESCO:
| | Cidade de Potosí |
| Bem cultural inscrito em 1987, em perigo desde 2014. |                  |
| Localização: Potosí |                  |
| No século XVI, esta região era considerada o maior complexo industrial do mundo. A extração de minério de prata se baseava em uma série moinhos hidráulicos. O sítio compõe um dos monumentos industriais do Cerro Rico, de onde a água é fornecida por um complexo sistema de aquedutos e lagos artificiais, a cidade colonial com a Casa da Moeda, a Igreja de San Lorenzo; várias casas de nobres e os bairros mitaios onde residiam os trabalhadores. (UNESCO/BPI) |                  |

| | Missão Jesuítica de Chiquitos |
| Bem cultural inscrito em 1990. |                               |
| Localização: Santa Cruz |                               |
| Entre 1696 e 1760, seis conjuntos de reduções (assentamentos de indígenas cristianizados) inspiradas nas "cidades ideais" dos filósofos do século XVI foram fundadas pelos jesuítas em um estilo em que se fundiu a arquitetura católica com as tradições locais. Os seis conjuntos restantes - San Francisco Javier, Concepción, Santa Ana, San Miguel, San Rafael e San José - constituem um patrimônio vivo no antigo território de Chiquitos (UNESCO/BPI) |                               |

| | Cidade Histórica de Sucre |
| Bem cultural inscrito em 1991. |                           |
| Localização: Chuquisaca |                           |
| Sucre, a primeira capital da Bolívia, foi fundada pelos espanhóis na primeira metade do século XVI. Possui ainda em bom estado de conservação edifícios religiosos do século XVI, como as igrejas de San Lázaro, San Francisco e Santo Domingo, ilustram a mescla de tradições arquitetônicas locais com estilos importados da Europa. (UNESCO/BPI) |                           |

| | Forte de Samaipata |
| Bem cultural inscrito em 1998. |                    |
| Localização: Santa Cruz |                    |
| O Sítio Arqueológico de Samaipata consta de duas partes: a colina, que possui numerosos registros rupestres e foi provavelmente o centro cerimonial da antiga cidade durante os séculos XIV e XVI; a área situada ao sul da colina, onde haviam os edifícios administrativos e residências. A gigantesca rocha esculpida que domina a cidade desde o alto é um testemunho, singular em seu gênero, das tradições e crenças pré-hispânicas e não tem paralelos em toda a América. (UNESCO/BPI) |                    |

| | Centro Espiritual e Político da Cultura Tiwanaku |
| Bem cultural inscrito em 2000. |                                                  |
| Localização: La Paz |                                                  |
| A cidade de Iiwanaku foi capital de um poderoso império pré-hispânico que dominava uma ampla zona dos Andes do sul e, mais adiante, alcançou seu apogeu entre 500 e 900 d.C. Suas ruínas monumentais atestam a importância cultural e política desta civilização, que é distinta de qualquer outro império pré-hispânico das Américas. (UNESCO/BPI) |                                                  |

| | Parque Nacional de Noel Kempff Mercado |
| Bem natural inscrito em 2000. |                                        |
| Localização: Santa Cruz |                                        |
| O Parque Nacional Noel Kempff Mercado é um dos maiores e melhor conservados da bacia do Amazonas. Com altitudes que oscilam entre os 200 e 1.000 metros, possui um rico mosaico de ecossistemas que vão desde a floresta montanhosa amazônica de espécies perenes até a savana e o cerrado. O parque ilustra a história e evolução ao longo de 1 milhão de anos, desde o período Pré-Cambriano. Além disso, abriga populações viáveis de vertebrados de grande porte em perigo de extinção em todo o mundo, uma flora de 4 mil espécies e mais de 600 variedades de pássaros. (UNESCO/BPI) |                                        |

| | Qhapaq Ñan, Caminhos Incas |
| Bem cultural inscrito em 2014. |                            |
| Localização: La Paz |                            |
| Este bem é compartilhado com Argentina, Bolívia, Chile, Colômbia e Equador. |                            |
| Constitui uma vasta rede viária de cerca de 30.000 quilômetros construída ao longo de vários séculos pelos incas - aproveitando em parte infraestruturas pré-incaicas já existentes - visando facilitar a comunicação, o transporte e o comércio e também com finalidade defensiva. Este extraordinário sistema de estradas se estende por uma das zonas geográficas mais contrastantes do mundo, desde os picos nevados dos Andes que se erguem a mais de 6.000 metros de altitude até a Costa do Pacífico, passando por florestas tropicais úmidas, vales férteis e desertos absolutos. (UNESCO/BPI) |                            |

## Lista Indicativa
Em adição aos sítios inscritos na Lista do Patrimônio Mundial, os Estados-membros podem manter uma lista de sítios que pretendam nomear para a Lista de Patrimônio Mundial, sendo somente aceitas as candidaturas de locais que já constarem desta lista. Desde 2003, a Bolívia apresenta 5 locais na sua Lista Indicativa.
| Sítio                                       | Imagem | Localização | Ano  | Dados UNESCO               | Descrição |
| ------------------------------------------- | ------ | ----------- | ---- | -------------------------- | --- |
| Parque Nacional de Sajama                   |        | Oruro       | 2003 | Misto                      | O Parque Nacional de Sajama abriga maravilhas naturais geológicas compostas por flora, fauna, fontes termais e também maravilhas culturais como as chullpas policromadas (edifícios funerários pré-hispânicos), pinturas rupestres, pucarás e arquitetura e arte colonial. A população nativa busca preservar seu modo de vida, bem como o ambiente natural.                                                                        |
| Pulacayo, Patrimônio Industrial             |        | Potosí      | 2003 | Cultural: (iii)(iv)(vi)    | Pulacayo é um importante centro mineiro da segunda metade do século XIX que incluía Huanchaca, a principal mina de prata da Bolívia e a segunda maior do mundo e que pertenceu a Aniceto Arce, 22º presidente do país. |
| Inkallaqta, o maior sítio inca do Collasuyo |        | Potosí      | 2003 | Cultural: (ii)(iii)(iv)(v) | O sítio arqueológico de Inkallaqta, com uma superfície de 67 hectares, está entre os principais sítios incas do país. Uma vez conquistados os territórios de El Collao, os incas marcharam para os vales semitropicais do que hoje são os departamentos de Cochabamba e Santa Cruz. Lá, estabeleceram uma série de cidades, especialmente fortificadas para controlar os avanços dos Chiriguanos.                                   |
| Cal Orck'o: pegadas do tempo                |        | Chuquisaca  | 2003 | Natural: (viii)            | As pegadas de dinossauros do leito paleontológico de Cal Orck'o datam de 68 milhões de anos atrás e pertencem ao período Cretáceo Superior, época em que viveu a maioria dos dinossauros; pouco antes de sua extinção da face da Terra, registrada há cerca de 65 milhões de anos. |
| Sagrado Lago Titicaca                       |        | La Paz      | 2003 | Misto                      | O Lago Titicaca é a maior massa aquática da América do Sul e também o lago navegável de maior altitude no mundo. Com uma superfície de 8.400 km², dos quais 3.690 km² estão em território boliviano, sua altitude é de 3.810 metros acima do nível do mar. Vários rios, nascidos principalmente na cordilheira, nutrem o lago. Por outro lado, apenas um rio drena as águas deste grande lago para o Lago Poopó, o rio Desaguadero. |